# NGC 6185
NGC 6185 је спирална галаксија у сазвежђу Херкул која се налази на NGC листи објеката дубоког неба.
Деклинација објекта је + 35° 20' 32" а ректасцензија 16h 33m 17,8s. Привидна величина (магнитуда) објекта NGC 6185 износи 13,5 а фотографска магнитуда 14,4. NGC 6185 је још познат и под ознакама UGC 10444, MCG 6-36-52, CGCG 196-77, KUG 1631+354, PGC 58493.